# Логан, Джошуа
Джо́шуа Ло́квуд Ло́ган III (англ. Joshua Lockwood Logan III, 5 октября 1908 — 12 июля 1988) — американский режиссёр театра и кино, актёр, писатель. Он разделил Пулитцеровскую премию за соавторство в написании мюзикла «Юг Тихого океана» и участвовал в написании других мюзиклов.

## Биография
Родился в 1908 году в небольшом городе на востоке штата Техас, сын Сьюзан (урождённая Наборс) и Джошуа Локвуда Логана. Когда мальчику было три года, его отец покончил жизнь самоубийством. Семья переехала в дом родителей матери в Мэнсфилд, Луизиана. Через шесть лет после смерти отца мать Логана снова вышла замуж, и Джошуа стал учиться в колледже Culver Academies, где работал его отчим. После окончания школы учился в Принстонском университете. Там он увлёкся занятиями в студенческом театре, где в это же время играли Джеймс Стюарт и Генри Фонда. На последнем курсе Логан возглавил студенческую труппу Princeton Triangle Club. Выиграл конкурс на право поездки в Россию, на учёбу в театр Станиславского. Бросив учёбу и не получив диплома университета, отправился в Москву.
На Бродвее начал карьеру актёра в 1932 году. Первый большой успех пришёл в 1938 году после его режиссёрской работы в спектакле «Я женился на ангеле» (англ.  I Married an Angel). В течение последующих четырёх лет он выпускал по спектаклю ежегодно, включая постановку фарса «Тётка Чарлея» (англ. Charley's Aunt). В 1942 году призван на военную службу, которую завершил в 1945 году в звании капитана.
Принимал участие в создании нескольких мюзиклов в театрах Бродвея, наиболее успешные из которых «Юг Тихого океана» (англ. South Pacific, 1949 год; получил 10 премий Тони и Пулитцеровскую премию) и «Фанни» (англ. Fanny, 1954 год). С 1955 года работает в Голливуде, где ставит несколько фильмов: «Пикник» (англ. Picnic, 1955 год; две премии «Оскар» из 6 номинаций и «Золотой глобус» Логану, как лучшему режиссёру), «Автобусная остановка» (англ. Bus Stop, 1956 год), «Сайонара» (англ. Sayonara, 1957 год; 4 премии «Оскар» из 10 номинаций и один «Золотой глобус» из 5 номинаций), «Юг Тихого океана» (1958 год).
В начале 1960-х годов возвращается к театральным постановкам, среди которых «Камелот» (англ. Camelot, в 1967 году экранизирован) и «Paint Your Wagon» (название на русском языке — «Золото Калифорнии»).
В 1980-х годах преподавал актёрское мастерство в Florida Atlantic University.
Скончался в 1988 году от надъядерного прогрессирующего паралича.

## Личная жизнь
С 1940 года женат на актрисе Барбаре О’Нил (1910—1980). Брак расторгнут в 1942 году. В 1945 году женился на актрисе Недде Харриган (1899—1989).
Д. Логан страдал заболеванием, известным как Биполярное аффективное расстройство.

## Критика
Известным противником творчества Логана был один из самых успешных кинокритиков в истории американского киноискусства Роджер Эберт, называвший режиссёра «одним из худших постановщиков своего поколения». Так, ленте «Пикник» (1955), номинированной на «Оскар» как лучший фильм года, Эберт поставил две звезды из четырёх, добавив, что она «неуклюжа и нелепа».